# الإسلام في الجزر العذراء البريطانية
وفقا لتقرير مركز بيو للدراسات عام 2009، يشكل المسلمون ما يقرب من 1.2٪ من سكان الجزر العذراء البريطانية.

## هوامش
1. ↑  (بالإنجليزية) MAPPING THE GLOBAL MUSLIM POPULATION نسخة محفوظة 14 أبريل 2018 على موقع واي باك مشين., October 2009, Pew Forum on Religion & Public Life "نسخة مؤرشفة" (PDF). مؤرشف من الأصل في 2013-07-25. اطلع عليه بتاريخ 2019-12-08.{{استشهاد ويب}}:  صيانة الاستشهاد: BOT: original URL status unknown (link)